# VarioLF

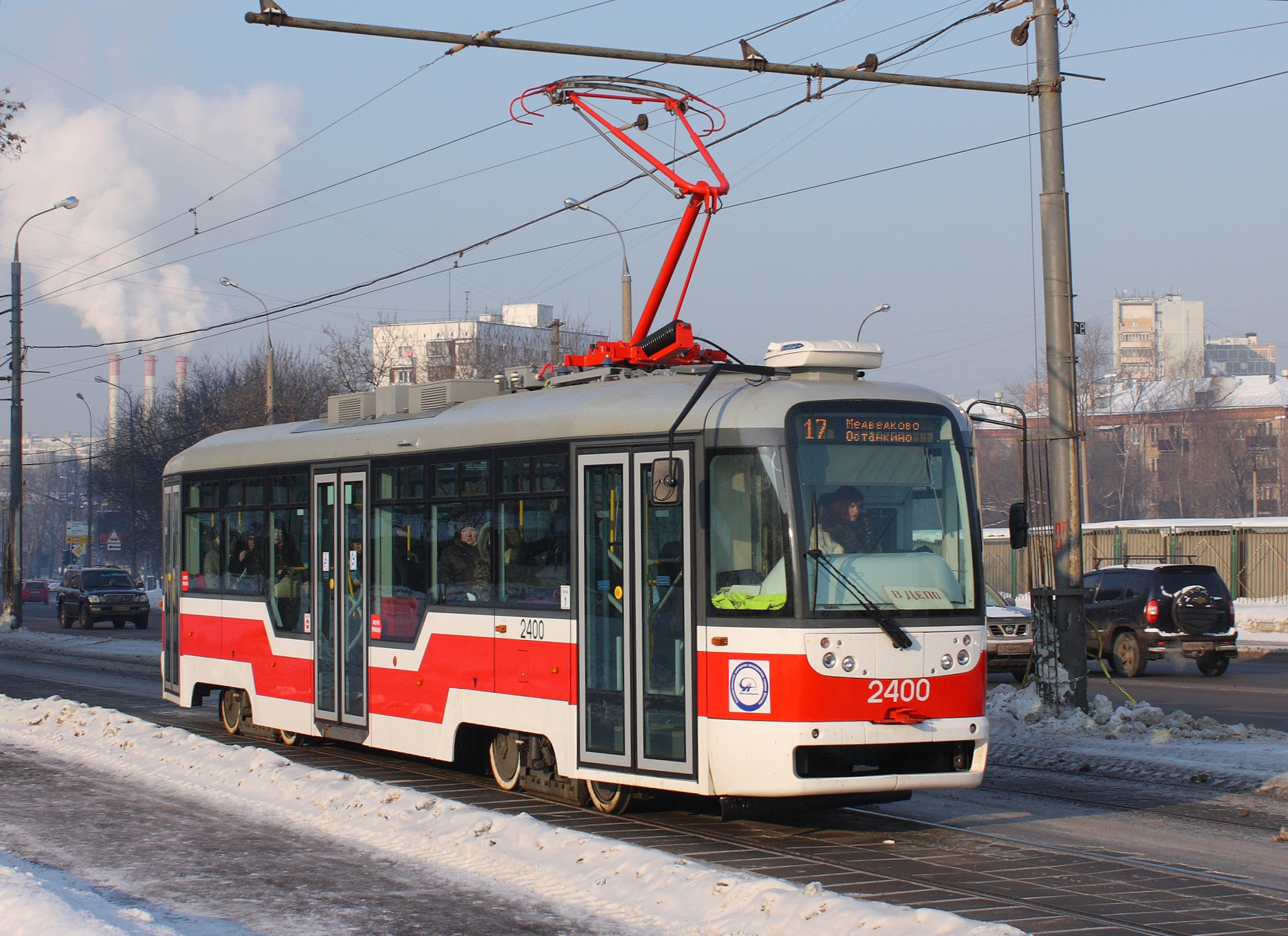
VarioLF di Mosca

VarioLF è un tram a pianale ribassato derivato dal Tatra T3 e fortemente rimodernato dalla ditta ceca Pragoimex.

## Utilizzatori
È usato in Cechia sulle reti di Brno, Most-Litvínov, Olomouc, Ostrava e Plzeň, in Slovacchia sulla rete di Košice, in Russia sulla rete di Mosca e in Usbekistan su quella di Samarcanda, dopo l'uso sulla soppressa rete di Tashkent.